# Archidendron kunstleri
Archidendron kunstleri är en ärtväxtart som först beskrevs av David Prain, och fick sitt nu gällande namn av Ivan Christian Nielsen. Archidendron kunstleri ingår i släktet Archidendron och familjen ärtväxter.

## Underarter
Arten delas in i följande underarter:
- A. k. ashtonii
- A. k. kunstleri